# Glaphyra bassettii
Glaphyra bassettii är en skalbaggsart som beskrevs av Gianfranco Sama 1992. Glaphyra bassettii ingår i släktet Glaphyra och familjen långhorningar. IUCN kategoriserar arten globalt som akut hotad. Inga underarter finns listade i Catalogue of Life.